# Чарльз, Дэвид Атиба
Дэвид Атиба Чарльз (англ. David Atiba Charles; род. 29 сентября 1977, Пойнт-Фортин, Тринидад и Тобаго) — тринидадский футболист, защитник.

## Карьера
На протяжении многих лет Чарльз выступал за один из ведущих тринидадских клубов «Дабл-Ю Коннекшн». Параллельно вызывался в состав сборной Тринидада и Тобаго. Был в заявке команды на ЧМ-2006.
После мундиаля в Германии решил остаться в Европе и перешёл в североирландский «Гленавон». В нём Чарльз провел один сезон, после чего он вновь вернулся на родину.
Завершал свою карьеру футболист в американском клубе «Рочестер Райнос».

## Достижения
- Чемпион Тринидада и Тобаго (3): 2000, 2001, 2005.
- Обладатель Кубка Тринидада и Тобаго по футболу (3): 1999, 2000, 2002.
- Победитель Карибского клубного чемпионата (2): 2002, 2006.